# Джими Йънг
Джими Йънг (на английски: Jimmy Young) е американски професионален боксьор. Става известен, когато в мач за световната титла в тежката категория е победен от Мохамед Али при спорни съдийски отсъждания.